# 理查·馬斯格雷夫
理查·馬斯格雷夫（英文：Richard Abel Musgrave）（1910年12月14日-2007年1月15日），德裔美國經濟學家，他最广为人知的著作是《公共财政理论（1959）》。。